# بارنز (نام)
بارنز (Barnes) یک نام و نام خانوادگی انگلیسی است؛ ممکن است به یکی از موارد زیر اشاره داشته باشد:
- جونا بارنز
- گیلز بارنز
- هریسون بارنز
- جولیان بارنز
- پریسیلا بارنز
- ریکی بارنز